# Andrena metuoensis
Andrena metuoensis là một loài Hymenoptera trong họ Andrenidae. Loài này được Xu & Tadauchi mô tả khoa học năm 2001.